# Tarkaszövő

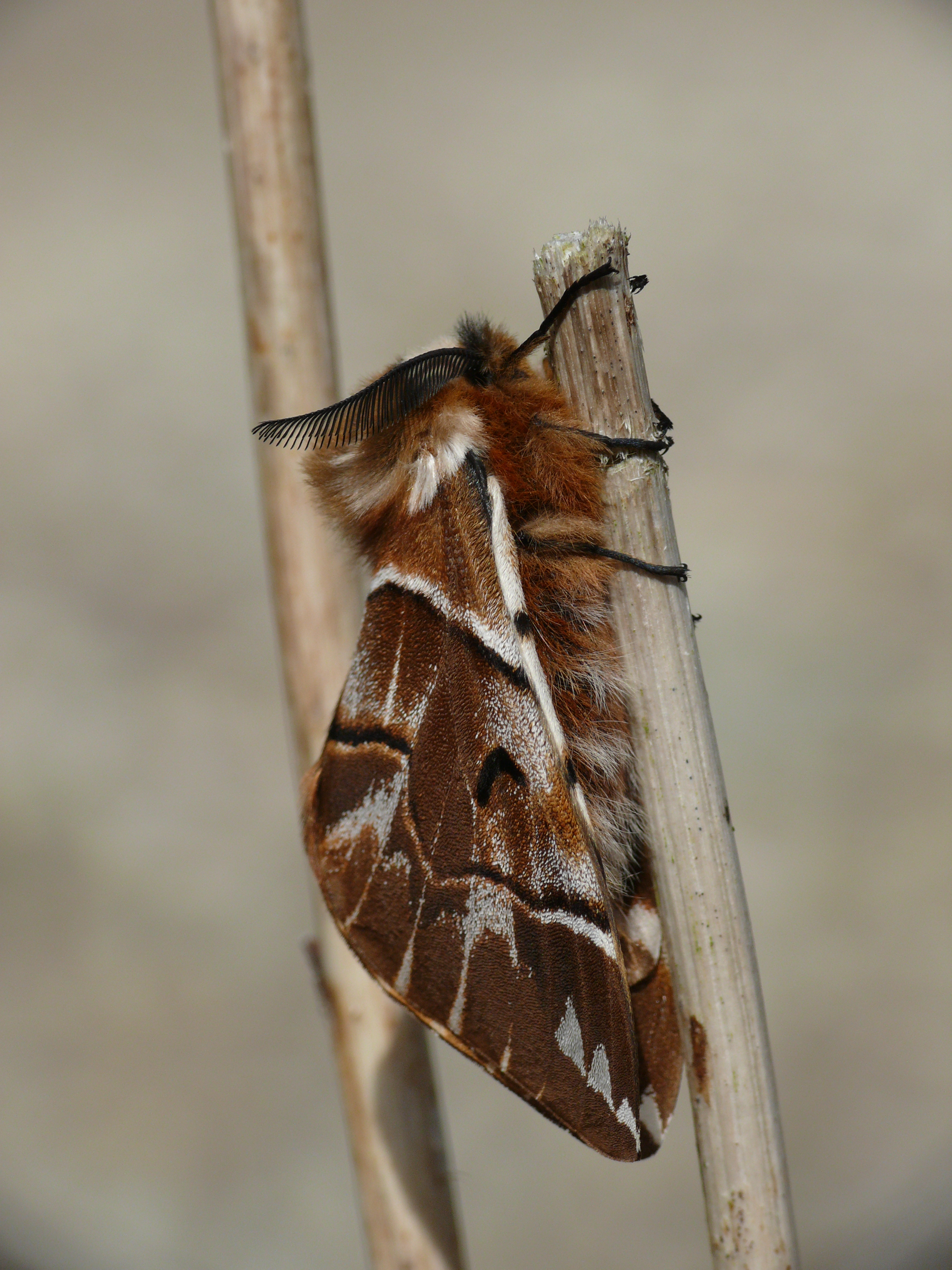
Hím

A tarkaszövő (Endromis versicolora) a valódi lepkék (Glossata) Bombycoidea öregcsaládjába sorolt tarka szövőlepke (Endromis) nem egyetlen faja.

## Származása, elterjedése
A palearktikus faunatartomány középső sávjának északi részén gyakori, délebbre ritkább. Magyarországon az Északi-középhegység néhány pontján (Zempléni hegység, Észak-borsodi karszt, Bükk) valamint Nyugat-Magyarországon és a Dél-Dunántúlon figyelték meg; ez utóbbi élőhelyein gyakoribb.

## Megjelenése, felépítése
Az imágó feje sötétbarna, sárga gallérral. A tora a gallér mentén sötétbarna, egyébként vörhenyes, a hátán sötétbarna szőrökkel és kétoldalt sárgás ívvel. Elülső szárnya barna, a csúcstér és a szegélytér sötétebb. Mindkét harántsáv 1-1 sötétbarna, illetve fehér csíkból áll: a belső enyhén homorú, a külső Z alakot ír le. A tő- és középtér fehéren hintett, a csúcstérben nagy fehér foltokkal, az erek fehér sávban végződnek. A nőstények alapszíne világosabb.
Tojásdad petéje zöld, később megbarnul. Zöld, 16 lábú hernyójának oldala barnával pontozott sárgás. A fej és a tor oldalát éles fehér sáv díszíti. A potrohszelvényen felül 1-1 ferde vonal, a 2-7. potrohszelvényen a légzőnyílások alatt 1 homályosabb fehér sáv látható — utóbbi a haslábak külső oldalán is folytatódik. A 8. potrohszelvény púpos. Szövedéke feketés; bábja barna, sötétebb légzőnyílásokkal.

## Életmódja, élőhelye
Magyarország hegyvidékein főleg nyíresekben fordul elő, Délnyugat-Dunántúlon inkább a patakmenti égerligetekben és a dombvidéki égerlápokban. Hernyója májustól nyír- (Betula spp.) és égerfajokon (Alnus spp.) fejlődik.
Az imágók március közepétől májusig repülnek; a hím nappal is. Röpte gyors. Ha kedvező az időjárás, rajzása az alacsonyabban fekvő vidékeken már március közepén elkezdődik, és csak a magasabb hegységekben húzódik el május közepéig. A hím napos időben, a déli órákban röpköd tápnövénye körül vagy az erdőszegélyeken. A nőstény kora este jelenik meg, fényre is repül. A hím később ismét rajzik, és ilyenkor mesterséges fénnyel, elsősorban higanygőzlámpával jól csalogatható.
A nőstény a tápnövény ágainak végére helyezi el petéit. Hernyója május elejétől él a tápnövényeken, majd a talajon készíti el szövedékét. A báb telel át.